# Arlette Maugé
Arlette Maugé (27 september 1907) is een Zwitsers voormalig schrijfster en juriste.

## Biografie
Arlette Maugé studeerde rechten in Parijs. Naast juriste was ze ook actief als onderwijzeres en muzikante.
Ze schreef sprookjes, zoals Histoires toutes neuves (1969), kortverhalen, zoals Bric-à-brac (1979), verhalen, zoals Bonheurs sans nom (1980) en een kinderboek, zoals Mon zoo est dans ma rue (1985). Als schrijfster was ze aangesloten bij de Association vaudoise des écrivains.

## Werken
- (fr)  Histoires toutes neuves, 1969.[1]
- (fr)  Bric-à-brac, 1979.
- (fr)  Bonheurs sans nom, 1980.
- (fr)  Mon zoo est dans ma rue, 1985.